# 232 Batalion WOP

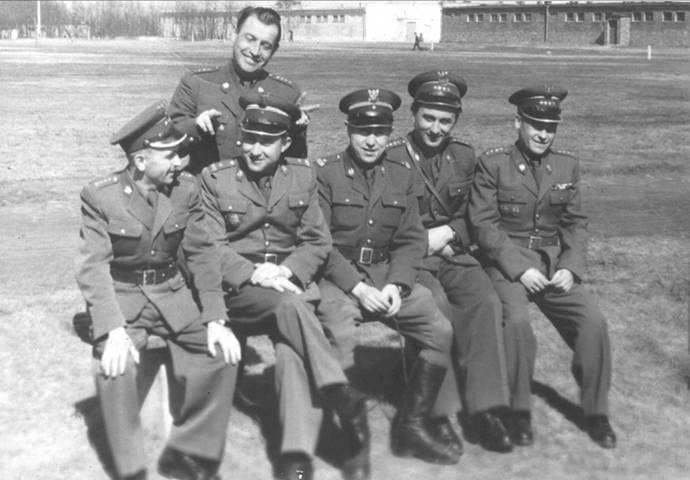
Kadra oficerska 232 batalionu WOP (1955–1956)

232 Batalion Wojsk Ochrony Pogranicza – zlikwidowany samodzielny pododdział Wojsk Ochrony Pogranicza pełniący służbę graniczną na granicy polsko-radzieckiej.

## Formowanie i zmiany organizacyjne
Na podstawie rozkazu MBP nr 043/org z 3 czerwca 1950, na bazie 13 Brygady Ochrony Pogranicza, sformowano 23 Brygadę Wojsk Pogranicza, a z dniem 1 stycznia 1951 23 batalion Ochrony Pogranicza przemianowano na 232 batalion WOP.
Reorganizacja, jaką przechodziły Wojska Ochrony Pogranicza w czerwcu 1956, doprowadziły do likwidacji 23 Brygady i podległych jej pododdziałów.

## Struktura organizacyjna
Struktura w 1952:
- dowództwo i pododdziały sztabowe – Włodawa
- 142 strażnica – Dołhobrody
- 143a strażnica – Włodawa
- 143 strażnica – Sobibór
- 144 strażnica – Uhrusk
- 145 strażnica – Świerze.

W 1954 batalionowi podlegały:
- 137 strażnica WOP Dołhobrody
- 138 strażnica WOP Sobibór
- 139 strażnica WOP Zbereże
- 140 strażnica WOP Uhrusk
- 141 strażnica WOP Dorohusk.